# Тегуакана (Техас)
Тегуакана (англ. Tehuacana) — місто (англ. town) в США, в окрузі Лаймстоун штату Техас. Населення — 228 осіб (2020).

## Географія
Тегуакана розташована за координатами 31°44′35″ пн. ш. 96°32′25″ зх. д. / 31.74306° пн. ш. 96.54028° зх. д. (31.743163, -96.540177).  За даними Бюро перепису населення США в 2010 році місто мало площу 4,11 км², з яких 4,09 км² — суходіл та 0,02 км² — водойми.

## Демографія
Згідно з переписом 2010 року, у місті мешкали 283 особи в 127 домогосподарствах у складі 78 родин. Густота населення становила 69 осіб/км².  Було 151 помешкання (37/км²).
Расовий склад населення:
| - 88,7 % — білих - 8,5 % — чорних або афроамериканців - 1,8 % — осіб інших рас |

До двох чи більше рас належало 1,1 %. Частка іспаномовних становила 5,3 % від усіх жителів.
За віковим діапазоном населення розподілялося таким чином: 17,7 % — особи молодші 18 років, 65,0 % — особи у віці 18—64 років, 17,3 % — особи у віці 65 років та старші. Медіана віку мешканця становила 45,8 року. На 100 осіб жіночої статі у місті припадало 114,4 чоловіків;  на 100 жінок у віці від 18 років та старших — 108,0 чоловіків також старших 18 років.
Середній дохід на одне домашнє господарство  становив 57 882 долари США (медіана — 47 083), а середній дохід на одну сім'ю — 63 433 долари (медіана — 51 875). За межею бідності перебувало 14,8 % осіб, у тому числі 30,9 % дітей у віці до 18 років та 0,0 % осіб у віці 65 років та старших.
Цивільне працевлаштоване населення становило 141 особа. Основні галузі зайнятості: освіта, охорона здоров'я та соціальна допомога — 36,2 %, транспорт — 17,7 %, публічна адміністрація — 9,9 %, будівництво — 8,5 %.